# Zeugandromyces australis
Zeugandromyces australis är en svampart som beskrevs av Thaxt. 1912. Zeugandromyces australis ingår i släktet Zeugandromyces och familjen Laboulbeniaceae.   Inga underarter finns listade i Catalogue of Life.